# Magnus Rosén
Magnus Rosén (ur. 10 czerwca 1963, Göteborg) – szwedzki muzyk, basista. Zaczął grać na gitarze basowej w wieku 15 lat, a w pierwszą trasę koncertową pojechał w wieku 18 lat z zespołem Kung Sune. Po tej trasie przeprowadził się do Los Angeles, gdzie grał w wielu zespołach. Między innymi w Billionaires Boys Club, razem z Andersem Johanssonem. W maju 1997 roku przyłączył się do power metalowego zespołu Hammerfall. Po dziesięciu latach wspólnej działalności odszedł z tej grupy 7 marca 2007 roku, gdyż chciał skupić się na swoich własnych projektach.
Magnus Rosén jest także basistą jazzowym. Nagrał trzy albumy solowe. Często koncertuje w Ameryce Południowej.

## Dyskografia

### Solo
- 2001 Imagine a Place
- 2002 Reminiscence
- 2003 Empty Room

### Z Hammerfall[2]
- 1998 Legacy of Kings
- 1999 The First Crusade (VHS i DVD)
- 2000 Renegade
- 2002 The Templar Renegade Crusades (VHS i DVD)
- 2002 Crimson Thunder
- 2004 One Crimson Night (CD i DVD)
- 2005 Chapter V: Unbent, Unbowed, Unbroken
- 2006 Threshold

### Z innymi zespołami
- 1980 Shame - Shame
- 1982 Kung Sune - Sunes bar och grill
- 1987 Von Rosen - Like a Dream
- 1988 Von Rosen - Someone Like You
- 1993 Billionaires Boys Club - Something Wicked Comes
- 1995 Keegan - Mind No Mind
- 2004 Jørn Lande - Out to Every Nation
- 2006 Arose - Arose
- 2007 Planet Alliance - Planet Alliance
- 2008 X-World/5 - New Universal Order